# I.D.A
Ida Pihlgren, även känd under sitt artistnamn I.D.A, född 4 oktober 1985, är en svensk popsångerska och låtskrivare, ursprungligen från Avesta i Dalarna. Efter studier vid musikinstitut och medverkan i Fame Factory fick hon skivkontrakt med Hitworks. 2007 släpptes hennes debutalbum Code of Conduct. 2011 släpptes det andra albumet Pink Explosion. Båda album är släppta i flera länder. 
I.D.A har även medverkat i melodifestivalen år 2014 med bidraget ”Fight me If you dare”.
Sedan år 2015 har Ida fokuserat på att skriva musik till andra artister/band, främst inom genren K-pop, J-pop. Hon har bland annat varit med och skrivit låten ”Be ok” till supergruppen Twice, som släpptes på deras album ”&Twice”, albumet placerade sig 1:a direkt på hot album på Billboard Japan i nästan två veckors tid.

## Diskografi
Album
- 2008 – Code of Conduct
- 2011 – Pink Explosion

Singlar
- 2007 – Shop ’til You Drop
- 2009 – Armageddon Ready
- 2009 – Dangerous
- 2011 – Sha la laa
- 2014 - Fight me if you dare